# شانت
شانت (به انگلیسی: Shunt) در پزشکی به هرنوع لوله، سوراخ و یا هر گونه محل عبور برای جابجایی مایعات موجود در بدن انسان از بخشی به بخش دیگر گفته می‌شود و اگر این مجرا یا سوراخ ناهنجاری مادرزادی باشد، شانت در هنگام تولد[نیازمند توضیح بیشتر] و اگر بنابه تشخیص پزشک در بدن بیمار کار گذاشته شود شانت ایتروژنیک نامیده می‌شود و شامل دو نوع مکانیکی و بیولوژیکی است. حالت سوم وقتی است که به‌صورت خودبه‌خود و به دلایلی چون زخم و عفونت در بافت پوششی به وجود بیاید که فیستول نام دارد.

## انواع شانت
شانت دارای انواع مختلفی همچون شانت مغزی، شانت ریه و غیره است.
- شانت قلبی: ممکن است به صورت بخش راست به چپ، چپ به راست، دو طرفه، سیستمیک به ریوی و ریوی به سیستمیک، تعریف شود.[۳]
- شانت مغزی: در موارد هیدروسفالی (ازدیاد غیرعادی مایع جمجمه) و دیگر شرایطی که باعث افزایش مزمن فشار داخل جمجمه می‌شود، به‌صورت یک سوپاپ یک طرفه (شانت مکانیکال) برای جمجمه استفاده می‌شود و باعث تخلیه مایع مغزی نخاعی (لیکور یا CSF) از مغز و حمل آن به سایر نقاط بدن می‌گردد. این سوپاپ معمولاً در خارج از جمجمه و زیر پوست (مثلاً پشت گوش) قرار می‌گیرد.
- شانت صفاقی کمری: در موارد افزایش فشار داخل جمجمه و هیدروسفالی، گاهی به‌جای شانت مغزی، یک لوله، شنت با یک سوپاپ یک طرفه (و گاهی بدون سوپاپ) اقدام به تخلیه مایع مغزی‌نخاعی اضافی از مغز و انتقال آن به حفره صفاقی واقع در ناحیه شکم می‌شود (معمولاً در بین دو مهره کمری توسط سوراخی در زیر عنکبوتیه کمری) و در نهایت توسط سیستم درناژ طبیعی بدن از بین‌می‌رود.
- شانت صفاقی وریدی: که با نام شانت دنور هم شناخته‌می‌شود، وظیفه تخلیه مایع صفاقی را از صفاق به ورید (معمولاً ورید ژوگولار داخلی یا ورید اجوف فوقانی) به عهده دارد و اغلب در بیماران مبتلا به آسیت مقاوم به درمان استفاده می‌شود. این شانت یک لوله بلند با یک سوپاپ بدون بازگشت زیر جلدی از صفاق به ورید ژوگولار داخلی در گردن است که اجازه می‌دهد مایع آسیت به صورت مستقیم به جریان خون سیستمیک وارد شود.[۴]
- شانت ریوی: در مواقعی که پرفیوژن حبابچه‌ای نرمال است اما عمل تهویه صورت نمی‌گیرد، استفاده می‌شود.